# 迎兰朝鲜族乡
迎兰朝鲜族乡（中国朝鲜语：／）是中华人民共和国黑龙江省哈尔滨市依兰县下辖的一个民族乡，位于小兴安岭余脉南麓。

## 行政区划
迎兰朝鲜族乡下辖以下村级行政区划单位：
迎兰村、中原村、永兴村、红石村、烟筒山村、开发村、新林村、和平村、德裕村、德发村、集胜村、农丰村、舒乐村、宜昌村和永安村。